# Gregorio Sella
Gregorio Sella (Mosso Santa Maria, 7 febbraio 1815 – Torino, 23 marzo 1862) è stato un politico italiano, che fu deputato durante la IV, V e VII legislatura del Regno di Sardegna..

## Biografia
Nacque a Mosso il 7 febbraio 1815, figlio di Giovanni Giacomo. Dal 1832 diresse il reparto di tintoria dell’azienda paterna, la “Lanificio Giovanni Giacomo Sella”,  di cui nel 1837 diviene coproprietario con il fratello assumendo la denominazione sociale “Fratelli Sella”.
La ditta, tra le maggiori industrie della provincia di Biella, sotto la sua direzione conobbe un ulteriore periodo di grande sviluppo. Egli si dedicò allo studio della chimica, dell'arte tintorica, dell'economia politica, sociologia e dell'agronomia, e numerosi furono i suoi scritti in materia.  Fu attivo anche dal punto di vista sociale e politico, e dal 1838 divenne consigliere, e poi vicepresidente, della Società per l’avanzamento delle Arti, Mestieri e dell'Agricoltura di Biella e provincia. Fu membro della giunta provinciale biellese di statistica (1839-1843) e poi della Commissione superiore di statistica del Regno di Sardegna.
Venne eletto deputato alla Camera per il collegio di Bioglio nel 1849 e nel 1853, ma si dimise nel gennaio 1854, sostituito nella carica da Luigi Fecia di Cossato, per poi essere rieletto nel 1860. Da parlamentare portò avanti le sue idee contro la politica economica del liberismo, sostenendo le sue tesi con i suoi discorsi alla Camera e fu autore Del libero scambio e del sistema protettore (1848). Dal 1852 alla sua morte fu sindaco di Crocemosso, e promosse vari miglioramenti nelle comunicazioni stradali e ferroviarie della sua provincia. Nel 1856 fu tra i fondatori di una Compagnia italo-franco-britannica per l'introduzione nella Penisola italiana di macchine e strumenti per l’ammodernamento dell'agricoltura, cosa che venne apprezzata dal Conte di Cavour. Si spense a Torino il 23 marzo 1862.

### Fonti
1. 1 2  Camera.it.
2. 1 2 3  Fondazione Sella.
3. 1 2  Castronovo 2005, p. 7.
4. ↑   Calendario generale pe' regii stati, 1842,  p. 543. URL consultato il 12 marzo 2021.
5. 1 2 3 4  Camillo Cavour.